# Richard Brousek
Richard Brousek (12 gennaio 1931 – 28 novembre 2015) è stato un calciatore austriaco, di ruolo attaccante.

## Carriera
Fu capocannoniere del campionato austriaco nel 1955.